# Bourlon
Bourlon is een gemeente in het Franse departement Pas-de-Calais (regio Hauts-de-France). De plaats maakt deel uit van het arrondissement Arras. Bourlon telde op 1 januari 2022 1.148 inwoners.

## Geografie
De oppervlakte van Bourlon bedroeg op 1 januari 2022 12,3 vierkante kilometer; de bevolkingsdichtheid was toen 93,3 inwoners per km².

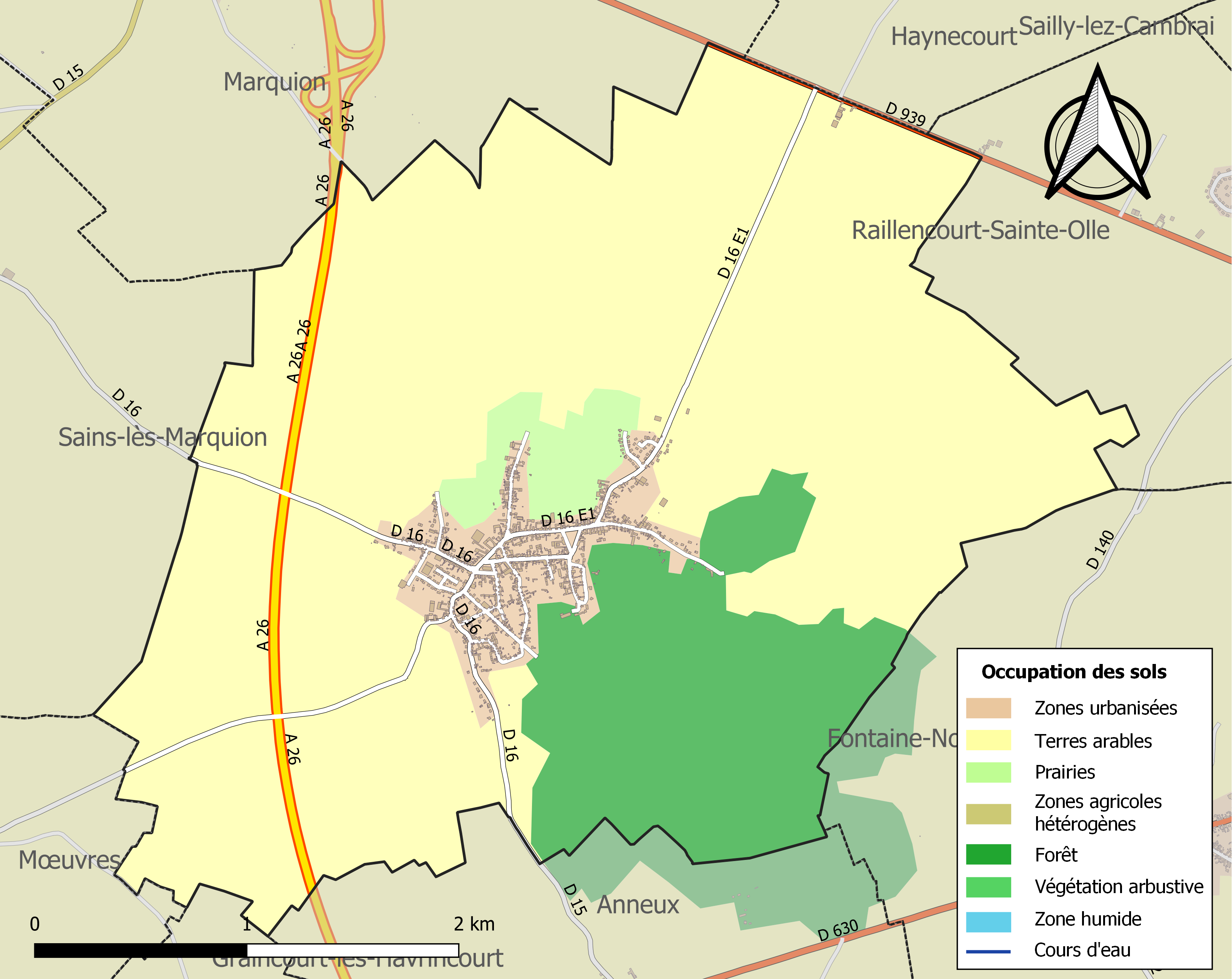
Kaart van de gemeente met belangrijkste infrastructuur, bodemgebruik en omliggende gemeenten

## Demografie
Onderstaande figuur toont het verloop van het inwonertal (bron: INSEE-tellingen).